# Codex Bandinus
Codex Bandinus (cu titlul original în latină Visitatio generalis omnium ecclesiarum catholicarum romani ritus in Provincia Moldaviae) este un raport scris în anul 1648 de către administratorul apostolic Marco Bandini, la Bacău, la acea vreme reședință episcopală romano-catolică, pentru a fi trimis la Roma, la Papa Inocențiu al X-lea și la Congregatio de Propaganda Fide. 
Acesta prezintă un memoriu în urma vizitei episcopului în toate parohiile catolice din Moldova, ce implică informații despre catolicii din Moldova cu referire la istoria acestora, declinul demografic și religios în timpul lui Vasile Lupu, limbile vorbite, folclor.

## Raportul

### Descoperire

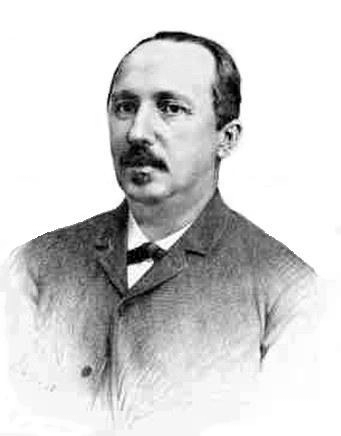
Constantin Esarcu a achiziționat din Italia copia manuscrisului donată Academiei Române

Marco Bandini este cel mai cunoscut misionar catolic care a trăit în Moldova în literatura de specialitate datorită raportului său despre vizita bisericească întreprinsă în Moldova. Codex Bandinus este considerat de Árpád Bitay o sursă de prim rang, a cărei valoare este mult crescută de  listarea numelor de familie din rândul ceangăilor din Moldova. O copie a raportului, semnat „A”, a fost cumpărată de Constantin Esarcu dintr-un magazin de antichități din Roma. Esarcu a donat acest exemplar Academiei Române. Nu se știe de unde a apărut copia raportului, când și cum a ajuns la magazinul de antichități și nici nu există informații dacă Congregatio de Propaganda Fide a primit originalul vreodată. Documentul a intrat în proprietatea academiei, fiind publicat de V. A. Urechia în Analele Academiei Române, tomul XVI, Memoriile Secțiunii Istorice, 1893-1894, cu textul original complet în limba latină și traducerea sa în limba română sub formă de prezentare a cuprinsului, de rezumat sau de versiune fragmentară legată prin explicații și rezumate parțiale cu reproducerea în original a pasajelor mai enigmatice. Gheorghe I. Năstase a afirmat că este nevoie de o ediție critică.

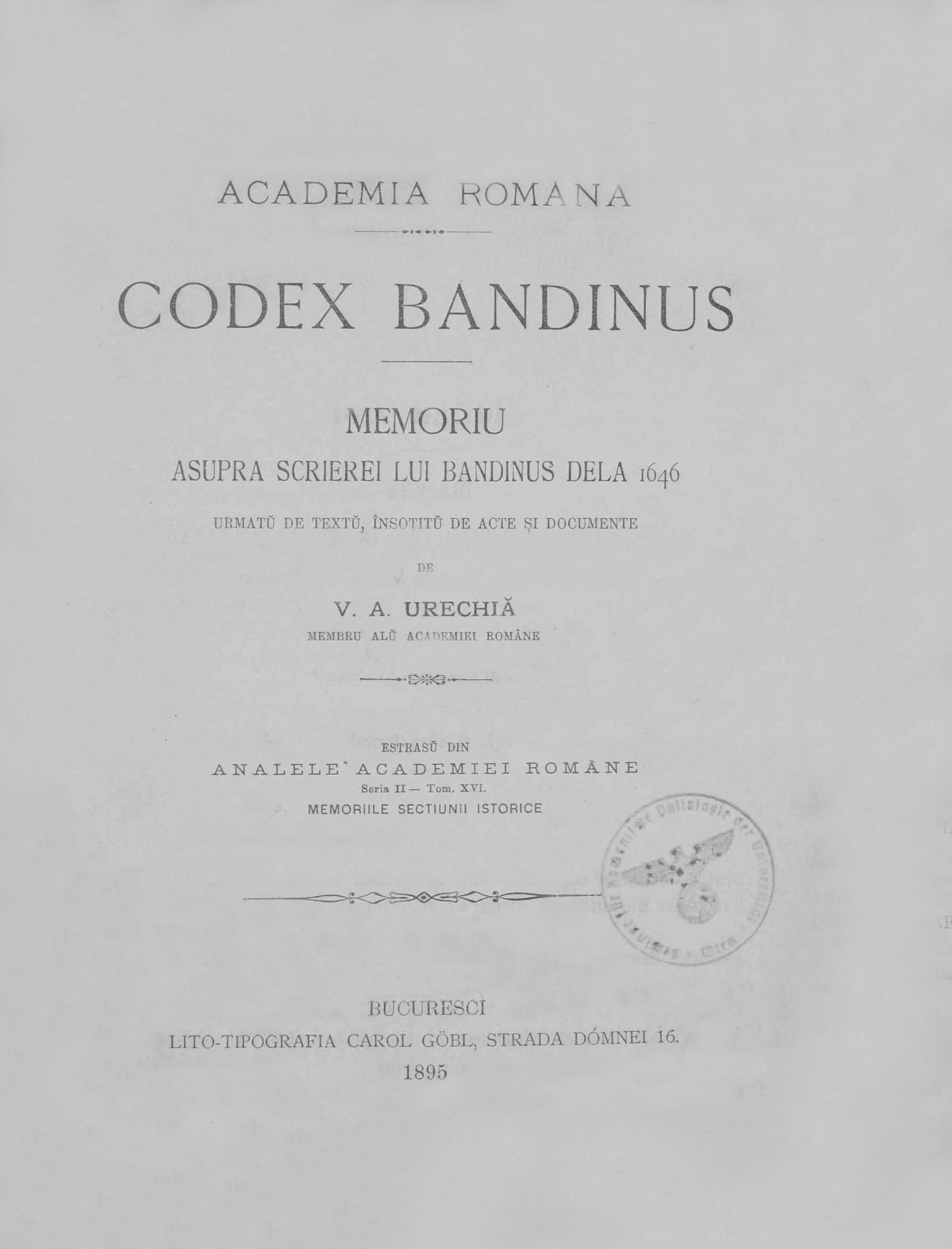
Coperta ediției lui V. A. Urechia

După Andrei Veress, Urechia i-a dat eronat numele de Codex Bandinus deoarece nu este un codice, cu toate că este legat și are 198 pagini, ci un simplu raport final oficial, care cuprinde amănuntele vizitei înaltului prelat, făcută între 19 octombrie 1646, data plecării din reședința sa din Bacău, și în ziua de 20 ianuarie 1647, în casa parohială din Iași, unde a ajuns după ce a vizitat toate comunitățile catolice care aparțineau provinciei eclesiastice Moldova, încredințate lui spre conducere.
Raportul a fost găsit și publicat mai înainte în limba maghiară în anul 1838 în extras de către preotul Elek Gegő⁠(hu)[traduceți], după exemplarul aflat la biblioteca franciscană din Cluj primit de instituție drept cadou de la Bandini („munus visitatoris”). Gegő, în toamna anului 1836, făcând o călătorie de studiu printre ceangăii din Moldova, a aflat de existența lui de la misionarul franciscan maghiar Sándor (Alexandru) Papp din Târgu Trotuș. Gegő a obținut, de asemenea, copia de la biblioteca franciscană din Gyöngyös (manuscrisul D) cu permisiunea administratorului István Magócsi, din care a publicat ulterior extrase în traducere în limba maghiară. Potrivit lui Gegő, într-un text de la sfârșitul manuscrisului se găsește faptul că această copie a fost realizată în 1780 de călugărul franciscan Vince Blahó după manuscrisul păstrat de franciscanii din Cluj. Ediția a fost imediat recenzată în literatura română din Transilvania într-un larg extras, aflat și retipărit pe urmă, după 53 de ani, și la București. Manuscrisul din Cluj (C/7) a fost folosit ulterior în 1846 de contele József Kemény în studiul său despre istoria mănăstirii romano-catolice din Bacău. Kemény a luat la cunoștință și de exemplarul de la Gyöngyös, din care a fost publicată în 1944 studiul listei de catolici din Moldova de către László Mikecs⁠(hu)[traduceți].
Kálmán Benda nu a găsit niciunul dintre cele două manuscrise menționate. Andrei Veress a căutat fără succes copia din biblioteca franciscanilor din Cluj în 1903, și ulterior nici László Mikecs nu l-a găsit. Mikecs a scris despre manuscrisul din Gyöngyös că „în prezent [în 1944] este păstrat în biblioteca franciscanilor din Buda”. Cu toate acestea, nici în Gyöngyös și nici în Budapesta cercetătorul Kálmán Benda nu l-a găsit. Tot acesta a menționat faptul că în niciuna din cele două biblioteci manuscrisul nu a fost indexat.
László Mikecs a comparat manuscrisul de la Gyöngyös cu originalul deja publicat în tipar, în care corecțiile și inserțiile lui Bandinus puteau fi găsite pe alocuri. Acesta a constatat că respectivele inserții scrise deasupra textului propriu-zis fuseseră adăugate în mod continuu, astfel că manuscrisul din Cluj, după care a fost făcut cel din Gyöngyös, trebuia să fi fost copia inițială. Kálmán Benda a aflat și despre un al patrulea exemplar în latină făcut pentru nunțiul papal din Polonia la mijlocul secolului al XIX-lea. La începutul secolului al XX-lea, arhivele Vaticanului ar fi vândut manuscrisul colecționarului de cărți I. C. Argetoianu. Nici despre acesta nu se mai știe nimic.

### Scriere

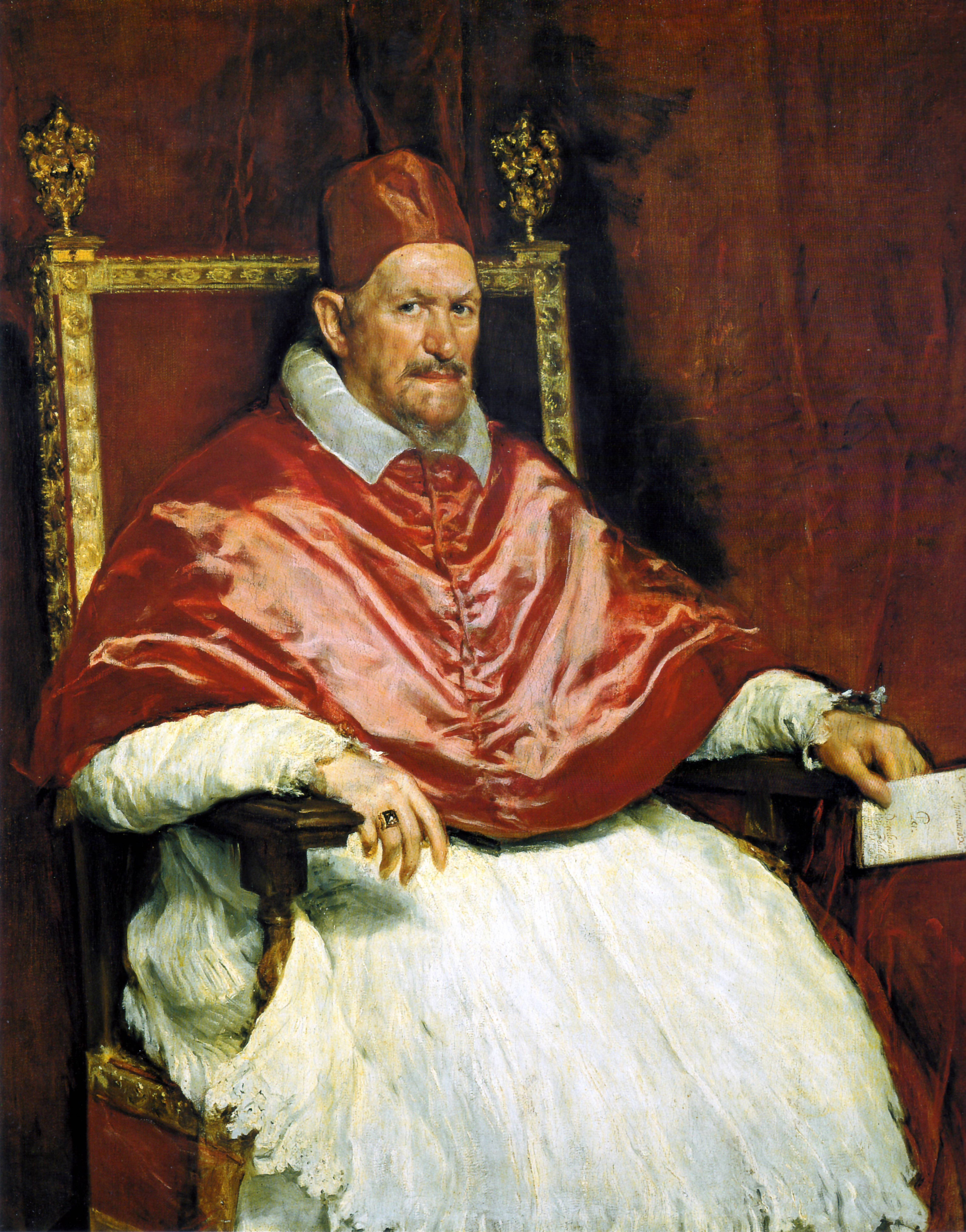
Vizitarea parohiilor catolice moldovenești, de către Marco Bandini, s-a făcut în timpul pontificatului lui Inocențiu al X-lea

La scrierea acestei lucrări acesta a muncit mai mult de un an, fiind finalizată la 2 martie 1648, dată menționată în prefață. Cu toate acestea, Bandini a mers apoi la Iași pentru a-și copia manuscrisul la un preot care cunoștea limba maghiară, în scopul corectării ortografiei numelor de persoane. La 23 martie, el i-a scris preotului Francesco Ingoli, secretarul Congregatio de Propaganda Fide, că nu a găsit încă un copiator. Din cauza stării de sănătate, abia după Paște (21 aprilie) a reușit să trimită raportul. Bandini a menționat în scrisoare că va trimite raportul corectat la Roma prin Polonia, probabil prin Ilyvo (Lvov). Tot acesta a scris că, în orice caz, ar putea acoperi mult mai multe în raportul său, dar nu este nimeni care să-i dicteze, iar el însuși este bolnav încă din august, anul anterior. Nu se cunoaște identitatea copiatorului, dar întrucât relația lui Bandini cu preotul Pál Beke s-a deteriorat până la acel moment, este posibil ca iezuitul Márton Désy, care se afla la Iași, să fi corectat lucrarea. Totuși, relația între Bandini și Beke nu se deteriorase, informația eronată a fost pusă în seama secretarului Petru Parčevič, care a falsificat o scrisoare a lui Bandini adresată Congregatio de Propaganda Fide.

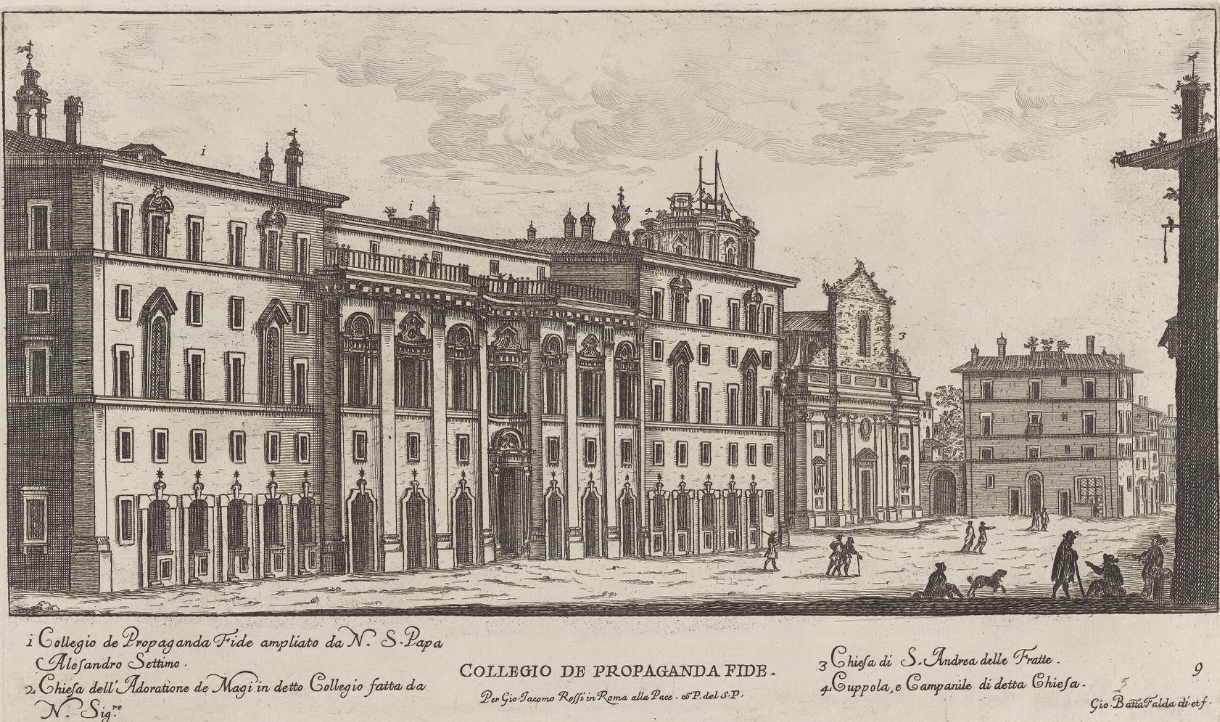
Raportul urma să fie remis și către Congregatio de Propaganda Fide. În imagine, sediul acesteia în 1665.

La 16 decembrie 1646, i-a scris lui Francesco Ingoli de la Cotnari de faptul că a plecat de la Iași la 20 octombrie, iar de la 2 noiembrie a început să viziteze țara, propunându-și să încheie călătoria tot la Iași, de unde își va trimite raportul la Viena. A mai menționat faptul că lucrează cu iezuitul maghiar Pál Beke și germanul Georg Gross, care era preot paroh din Huși. Apoi s-a dus la Cotnari, unde Gross nu l-a însoțit și ajutat la scrierea raportului. Într-o altă scrisoare din 18 ianuarie 1647, a menționat faptul că a luat sfârșit călătoria la Iași. A adăugat faptul că a călătorit prin Moldova, „care odinioară era înfloritoare, cu o populație catolică mare și biserici frumoase, dar a suferit mult de atunci”. L-a asigurat pe Ingoli că va primi raportul. Ulterior, a mai scris că i-ar fi plăcut să fi vizitat Moesia (Muntenia), dar pentru a nu întări suspiciunea turcilor împotriva lor, a amânat-o într-o perioadă mai prielnică.
Misionarul Marco Bandini nu cunoștea limba maghiară, încă de la început a fost însoțit de iezuitul Pál Beke, iar ulterior, de preotul paroh din Huși, secuiul Mihály Rabcsonyi, un bun cunoscător al locurilor, astfel amândoi au mediat și au interpretat conversațiile cu maghiarii din Moldova. Bandini a menționat că secretarul său, Petru Parčevič, nu l-a însoțit în călătoria în țară. Însă, Johannes Zlatonius, un comerciant din Republica Ragusa stabilit în Moldova, i s-a alăturat și i-a rămas alături.
De-a lungul timpului au apărut mai multe manuscrise ale raportului. Bandini i-a comunicat lui Francesco Ingoli, în scrisoarea sa din 2 noiembrie 1647, că și-a pregătit raportul în limbile latină și italiană. Versiunea în italiană este încă necunoscută și nici nu se știe dacă că cineva a menționat-o vreodată.

### Analiză
După Andrei Veress, raportul lui Bandini e important și unic în felul său prin faptul că e prima descriere autentică a celor 33 de sate și orașe locuite de romano-catolici, din vechea Moldovă, cu menționarea numelor celor 1122 de familii, maghiare în majoritate, și pentru că autorul a făcut o descriere detaliată întregii țări, cu datinele poporului, și a tot ce văzuse și auzise în cursul călătoriei sale și în Curtea domnească de la Iași, unde a ajuns de mai multe ori în timpul cât a stat în Moldova, provincie unde a și murit.
László Mikecs⁠(hu)[traduceți], examinând în detaliu raportul cu descrierile individuale ale satelor, a descoperit că Bandini nu a călătorit peste tot din cauza timpului limitat avut la dispoziție. În unele sate, numărul sau numele credincioșilor nu au putut fi înregistrate de el sau de preoții maghiari care îl însoțeau, ceea ce a necesitat ajutorul funcționarilor sau preoților locali, acest lucru ducând la neconcordanțe, în special în cazul văduvelor: uneori, acestea sunt menționate doar cu prenumele, alteori cu numele și prenumele sau cu numele de fată, iar în alte cazuri sunt menționate după numele soțului. În satele unde nu a existat un scrib eclesiastic, lista credincioșilor a rămas incompletă, precum în cazul satului Cioburciu din zona Transnistriei, însă în ciuda acestor deficiențe și inexactități, potrivit istoricului, valoarea raportului rămâne foarte mare.
Gheorghe I. Năstase a afirmat că Bandini nu a vizitat satul tătăresc Cioburciu, contrar celor spuse de V. A. Urechia, aflând despre comunitate de la catolicii din Huși, aflați într-o oarecare relație cu cei din Cioburciu.
Analizând numele de familie, László Mikecs a găsit printre numele majoritar maghiare și nume străine care dovedesc o origine diferită a locuitorilor catolici: cercheză, țigănească, armenească, grecească, turcică, slavă, românească și germană.[A]

## Descriere

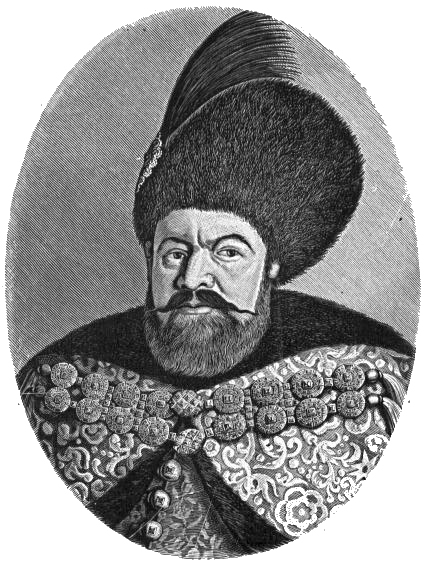
Bandini a vizitat parohiile moldovenești descrise în raport, în timpul domniei lui Vasile Lupu.

Manuscrisul se remarcă prin „adnotărille" lui Marco Bandini cu referire la situația din Moldova. Acesta se limitează în povestirea și descrierea celor văzute de el, oferind sub formă de completare și lămurire o serie de capitole despre Moldova ca așezare, origine, fire a poporului, organizare politică, concentrându-se mai mult asupra domnului și a exercitării domniei prin administrarea justiției și prin inspecțiile anuale prin țară. Urmează capitolele despre organizarea bisericească a Moldovei ortodoxe, cu o analiză mai mult negativă a fondului de formalism religios al poporului, pătruns de erezii populare, ce amenință să molipsească și pe romano-catolicii din mijlocul său. Sunt subliniate, cu reprobare, împrumuturile unor obiceiuri străvechi, la înmormântări spre exemplu. Cu acest prilej sunt consemnate practicile întâlnite la ortodocși alături de alte particularități privind felul de a ține sărbătorile, felul de a se jura, descântece și exorcismele etc. Capitolul consacrat catolicilor din Moldova pare subdimensionat prin comparație. O prezentare a modului cum a fost sărbătorită Boboteaza la Iași, în anul 1647, constituie un fel de legătură cu pasajele referitoare la vizita episcopului, în care sunt introduse, pe larg, experiențele și intervențiile sale personale, la Iași, cu prilejul conflictului dintre conventuali și cetățeni, sau la Bacău cu referire la propriul conflict cu parohul catolic local. Acesta îl stimează pe Vasile Lupu, pe care îl admira sincer, chiar când înseamna cifra de 20.000 de osândiți la moarte din cursul judecăților lui, de la începutul domniei, până la data redactării acelui capitol ce poate fi situată în cursul anului 1647 și la începutul anului următor.
În introducere, el povestește istoria, dificultățile și complicațiile călătoriei sale misionare în Moldova, apoi descrie situația, trecutul, prezentul, populația și bisericile populației catolice din fiecare oraș și sat și îi caracterizează pe preoții locali.

Localitățile catolice vizitate de Bandini

- În capitolul I: Secțiunea 1: Marco Bandini a plecat din Bacău la 19 octombrie 1646; 2-3: dificultăți de călătorie, primește 15 taleri din donațiile moldovenilor; 4: A ajuns la Iași pe 23 octombrie, de unde a plecat pe 1 noiembrie, în așteptarea iezuitului Pál Beke.[14]
- Capitolul II: 5: Huși/Hus, 5. despre culturi; 6. o descriere a bisericii catolice; locuitorii săi sunt în mare parte maghiari, în mai mică măsură români; funcțiile de juzi sunt deținute alternativ; ortodocșii au trei biserici; numărul de catolici este de 682, preotul paroh al acestora este Mihály Rabcsonyi venit din Secuime, om necultivat, băutor și jucător de cărți; 7. menționarea unor preoții rătăciți, beți; 8. i-a salutat cu vin; a făcut slujba patru zile, predicile au fost date în maghiară de către călugărul iezuit; 124 oameni au primit sacramentul; 9. orașul a fost numit după Jan Hus; Regele maghiar Matthias Corvinus a condus husiții maghiari și germani în Moldova din zona Sopron și Bratislava în jurul anului 1460, iar nobilii lor s-au stabilit aici; până acum s-a făcut slujba în maghiară, el a schimbat acum în latină, prin faptul că unele melodii sunt cântate în maghiară înainte și după Liturghie; 10. a numit un ispravnic al bisericii, a interzis o plată, a impus măsuri disciplinare; 11. un episcop ortodox a vrut să convertească un român care a devenit catolic printre maghiari, dar românul s-a opus;[14] 12. locuitorii satului maghiar de lângă Prut s-au mutat la Csöbörcsök și, parțial, după douăzeci și doi ani, din cauza impozitelor grele; 13. vizita a fost considerată fructuoasă; 14-15. a luat cu el preotul paroh cunoscător al limbii moldovenești, lăsându-l în locul părintelui Gasparo [da Noto]; cu toate acestea, a abuzat de poziția sa, devastând proprietatea parohiei, distrugând mobilierul. 16-17. moartea și înmormântarea călugărului franciscan polonez Franciscus Sigismundus, vagabond și bețiv.[14]
- Capitolul III: Vaslui: 1. odată maghiarii locuiau în peste 300 de case, aveau o biserică, o parohie, o școală, astăzi ruinele bisericii abia sunt vizibile: au fost incendiate de polonezi și apoi demolate de români; harurile au fost furate de polonezi; 2. catolicii au fost omorâți de ciumă, legați cu cureaua tătară și parțial sfâșiați; în urmă cu șase ani, încă mai erau 30 de case catolice, acum numărând 16 în patru case; 3. locuitorii actuali sunt români și sunt în 300 de case, mai sunt 100 de armeni; schismaticii au o biserică de piatră și o biserică de lemn; 4. pământul său este bogat, biserica sa a fost cândva avută; 5. prefectul orașului este un italian.[15]
- Capitolul IV: Bârlad: 1. locație, culturi; 2. locuitorii sunt români, armeni, maghiari; biserica catolică aproximativ făcută, fără preot; cânta în maghiară; există 30 de case catolice, 150 de persoane cu copii; 3. un misionar sau un episcop nu a fost aici de foarte mult timp; schismaticii au 8 biserici, numărul credincioșilor: 5.000 în 600 de case; populația cultivă în principal vie, pământul lor este bun, dar sunt leneși și ignoranți; ruinele unui castel tătar de pe malurile râului Bârlad, s-au ascuns aici în jurul anului 1236, când regele maghiar Sfântul Ladislau i-a persecutat pe sciți.[15]
- Capitolul V: Galați: 1. locație; 2-5. se află direct în apropierea Bugeacului, sub stăpânirea tătară turcească; 7. există un port important, oraș cu peste 15.000 de locuitori, români, armeni și greci, sediul episcopului armean; 70 de unguri catolici locuiesc în 12 case; 13. descrierea bisericii catolice și a lucrurilor din ea, foarte valoroase, au fost vândute de un preot beat; 9. preotul paroh, care era plecat, era polonez, credincioșii i-au cerut lui Bandini să obțină pentru ei un preot de limbă maghiară, sunt puțini, dar sunt bine aprovizionați; cel mai util ar fi un preot care cunoaște maghiara, turca și limba română; 10. prinderea și transportul peștilor; 11. grădini, livezi; o descriere a activităților sale de două zile și jumătate.[15]
- Capitolul VI: Tecuci: odată maghiarii locuiau în peste 200 de case, aveau o biserică, un paroh, un dascăl, astăzi nu există un singur catolic, biserica lor a fost distrusă de către români.[15]
- Capitolul VII: Bogdana: odată locuită doar de maghiari, acum există doar 6 case catolice, în total 18, celelalți au devenit greco-orientali pentru că nu au avut niciodată un îngrijitor spiritual.
- Capitolul VIII: Stanfalva/Stănești: 1. au o biserică de lemn, preotul parohiei este și la Trotuș, au un dascăl al lor; o descriere a bisericii cu hramul „Sfântul Nicolae” și obiectele din ea; 2. 150 de locuitori maghiari, Zamoyski [episcop] i-a vizitat; 3. locație; 4-5. în apropiere se află satul distrus Hilip, a cărui biserică de lemn a fost închinată Sfinților Cosma și Damian, multe minuni au avut loc aici, iar pelerinii din Moldova și Transilvania au vizitat în număr mare sărbătorile ținute de schismatici; biserica a fost distrusă de schismatici; 7-13. descrierea unor minuni, locația satului.[15] Gheorghe I. Năstase l-a localizat la vărsarea pârâului Curița în râul Cașin.[16]
- Capitolul IX: Manfalva/Mănești: 1. un sat maghiar, o biserică de piatră; 2. o descriere a obiectelor bisericești; 3. a fost cândva o așezare mare, astăzi este formată din 9 case, 48 de suflete; satele Völcsök și Godzafalva din apropiere merg și ele la biserica lor; aceste trei sate sunt ultimele din Moldova pe drumul către Brașov, sarcina lor este de a păzi granița.[15]
- Capitolul X: Godzafalva/Grozești: sat maghiar, 14 case, 69 de suflete.[15]
- Capitolul XI: Bahna/Völcsök: 12 case, 87 de suflete.[15]
- Capitolul XII: Slobozia/Uifalu: românii trăiesc în partea de est, 49 de maghiari trăiesc în partea de vest, împreună cu alte cinci sate aparține parohului de Trotuș/Tatros.[15]
- Capitolul XIII Trotuș/Tatros: descrierea locației; 2. locuitorii vechi erau unguri, astăzi sunt doar 30; biserica catolică din piatră a fost construită acum 200 de ani de soția maghiară a voievodului, Margit [Losonczi]; 3. obiectele bisericii: altarul care înfățișa icoana Bunei-Vestiri a Fecioarei Maria, primită de la Colegiul Homonnay; 4-5. are un pământ fertil, lui Pietro Deodatus i s-a descris drept sterp, astfel încât nimeni din țara turcă sau din Italia care nu înțelegea limba[15] să nu vină aici; 6. a vrut să le dea un misionar, dar ei au protestat, spunând că au nevoie doar de un preot vorbitor de limba maghiară pentru a-i educa pe ei și copiii lor în propria limbă; 7-9. salina de lângă sat; 10. nimeni nu-și amintește de vizita unui episcop; 11. cu excepția unui preot de mir maghiar pe nume David, ei aveau doar un preot descris din amintiri; a consacrat un ungur din Transilvania; 12. producția de silitră a fost abandonată; 13. Ioan, care a fost hirotonit preot, a devenit mai târziu bețiv.[17]
- Capitolul XIV: Lucăcești/Lukacsfalva: 1. sat maghiar, în jurul căruia românii foarte superstițioși au ridicat statui, 2. povestea unor 10 fete tinere goale și același număr de băieți care dansau pentru a alunga ciuma. 3-6. despre sursele de păcură de aici; 7. biserică veche de lemn; satul a avut cândva mai mult de o sută de case, acum 86 locuiesc în 15 case; nu auziseră de Confirmațiune; 8. dotarea bisericii.[17]
- Capitolul XV: Alfalu: cândva un sat faimos al maghiarilor, acum este abandonat; era o biserică de piatră.[17]
- Capitolul XVI: Solonț/Saloncza: sat maghiar, 175 de locuitori în 35 de case; pe deal este o mică biserică de lemn cu un diac care slujește în ea.[17]
- Capitolul XVII: Faraoani/Forrovalva: 400 de locuitori, toți unguri: biserică rudimentară din lemn și obiecte în ea.[17]
- Capitolul XVIII: Pașcani: 30 de case, cândva maghiare, acum doar 6 case, restul mai ales românești.[17]
- Capitolul XIX: Bogdanfalva/Valea Seacă: 55 de unguri și puțin mai puțini români, nu au capelă.[17]
- Capitolul XX: Hidegkut/Fântânele: 58 de maghiari în 12 case, 400 de români în peste 100 de case.[17]
- Capitolul XXI: Trebeș/Terebes: satul diecezei de Bacău, 155 de oameni locuiesc în 35 de case, cea mai mare parte a moșiei bisericii a fost vândută de părintele Andreas [Bogoslavic] pentru un cal.[17]
- Capitolul XXII: Orașul Bacău: 1. biserica episcopală a catolicilor moldoveni; curtea domnească, cândva scaunul voievozilor; 2. mediul natural; 3. palatul episcopal; 4. întemeierea mănăstirii catolice; 5-9. Istoria mănăstirii conform amintirii celor foarte bătrâni: odată ce aici au trăit 12 călugări maghiari, apoi au dispărut; Quirini a fost primul episcop, apoi au venit Hieronymus [Arsengo] și Valerian [Lubienicki] care au încredințat oamenilor păstrarea harurilor bisericii; 10-12. episcopul Goiski ia obiectele bisericii, le duce în secret în Polonia, pune olane în loc, iar oamenii observă furtul doar cu întârziere; ura față de preoții străini. 13. dezmățul unui călugăr franciscan pe nume Bogoslavic, care a vândut și o parte din moșia din Trebeș. 14-24. Gabriel Fedro a fost urmat de Boldizsár, care a fost preotul lor timp de 15 ani: nepăsător, beat, nerespectând regulile bisericii, secretarul voievodului, Kutnarski, acoperindu-l în toate; oricum bun narator latin, dar catolic cu jumătate de inimă, care se gândește numai la el și se străduiește să iasă în evidență, nu mustrează pe nimeni, nu îi învață pe tineri. 25-26. vizitele bisericii de către episcopul Zamoyski; despre preotul secui [Somlyai] Miklós; 27-29. Sfântul Scaun l-a trimis pe Pietro Deodatus să pună capăt abuzurilor; 30. misiunea iezuitului Pál Beke din 1644; oamenii manifestă neîncredere față de toată lumea; 31. în Bacău, pentru a depăși acest lucru, s-a început să se aranjeze pe cont propriu grădina și casa bisericii; 32-34. acuzațiile față de diacul maghiar András de la Szabofalva/Săbăoani, care a fost dat afară din parohie; 35. distrugerea și restaurarea morii de apă; 36-37. biserica episcopală în ruine este un simbol al Bisericii Catolice din Moldova; nu are bani, nu are ajutor; 38. despre obiectele bisericii; 39. despre cărți; 40. s-a refuzat arătarea obiectelor bisericii din neîncrederea față de Bandini și nu au fost arătate până la venirea lui Paul Beke; 41. o biserică catolică a fost construită demult, dar ruinată, cealaltă din lemn, a fost de asemenea deteriorată; 3 biserici românești; 680 de catolici, mai puțini români decât catolici, preiau funcția alternativ la conducerea orașului; 42-48. actualul paroh s-a stabilit lângă parohia din zona reședinței episcopale; și-a cumpărat o casă în apropiere pentru ca el să se mute, s-a cerut să se mute din acel loc; comunică scrisoarea voievodului în această chestiune în care l-a atins; 49-51: toate acestea se datorează conduitei episcopilor precedenți, călugării și Kutnarski; 52-53. cauza bisericii nu poate fi reprezentată eficient decât de preoți[17] care pot interacționa cu oamenii în propria lor limbă maternă, iar episcopul ar trebui să locuiască pe scaunul voievodului, păstrând titlul de episcop al Bacăului; 54. moșia episcopală din Trebeș era mai mare decât acum și putea fi recuperată de voievodat, dar acest lucru ar necesita bani; 55-56. s-a construit constant, s-a îmbunătățit; despre grădini, mori; oferă o scurtă declarație în acest sens.[18]
- Capitolul XXIII: Kracsonkö/Piatra lui Crăciun: 1. a fost cândva complet maghiar, acum există 16 maghiari în 3 case, dar numai un bătrân vorbește limba; numărul de români este de 800 de suflete în 300 de case; sunt vizibile doar ruinele bisericii catolice; 2-5. despre mănăstirea din apropiere și călugării acesteia.[18]
- Capitolul XXIV: Roman: 1-2. despre nume, locație; 3. mai mult de 800 de unguri și sași locuiau recent în 300 de case, astăzi 36 de persoane locuiau în 6 case; existau biserici maghiare și săsești separate, ambele distruse; 4. numărarea lucrurilor bisericii și a clopotelor rămase; 5. armenii și românii au zece biserici; 6. despre podgoriile bisericii.[18]
- Capitolul XXV: Tămășeni/Thamasfalva: 1. locație; unul dintre cele 6 sate maghiare din zonă; 2 capele din lemn, clopotniță; lucrurile bisericii; 70 de rezidenți catolici.[18]
- Capitolul XXVI: Dsidafalva/Adjudeni: locuitorii se duc la bisericile din Tămășeni sau Săbăoani; 163 locuitori.[18]
- Capitolul XXVII: Domafalva/Răchiteni: 389 de locuitori, merg la biserica din Săbăoani.[18]
- Capitolul XXVIII: Săbăoani: 1. biserică de piatră, dar fără preot; surse; 2. conform tradiției, la un moment dat apa izvorului era strânsă într-un canal de piatră spre castelul construit dincolo de Siret, vestigiu roman; 3. despre Roma; satul are 300 de locuitori; 4. descrierea obiectelor bisericii, a altarelor.[18]
- Capitolul XXIX: Lökösfalva/Leucușeni: 40 de locuitori.[18]
- Capitolul XXX: Steckofalva/Tețcani: 160 de locuitori.[18]

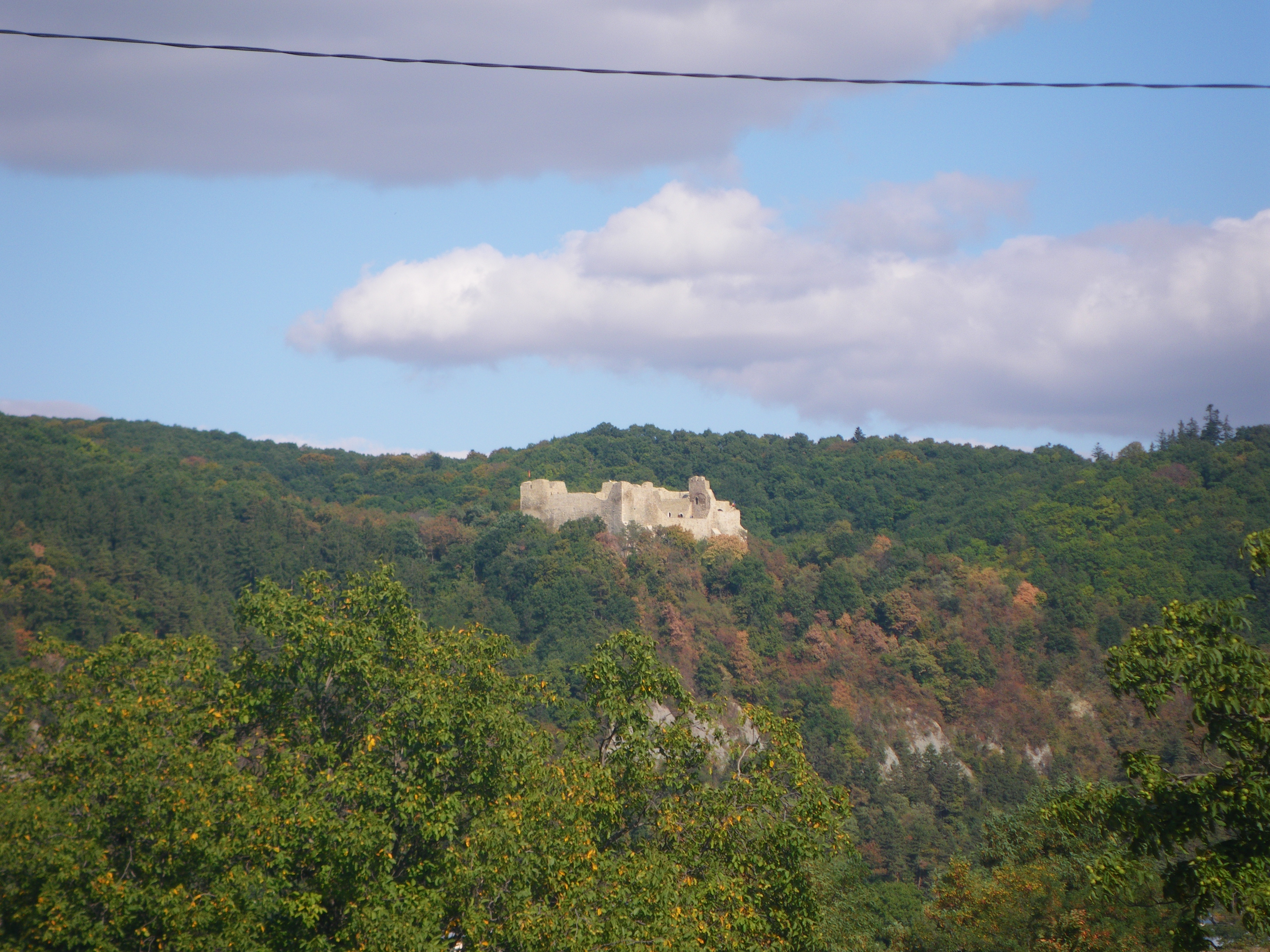
Cetatea Neamțului

- Capitolul XXXI: Neamț: 1. poziție; 2. a fost cândva un oraș săsesc bogat, cu 5 biserici; acum există una singură, construită în 1629; 3-4. la vest de ea sunt ruinele unei biserici de piatră; are hramul Sfântul Nicolae; 5. numărul de catolici astăzi este de 94; 6. obiectele bisericii; 7. locuința parohială s-a prăbușit, iar locuința dascălului în curs de prăbușire; despre grădină, podgorii; 8. mănăstirea fortificată de pe deal este locuită de călugări ruteni; 9. 3 biserici ortodoxe de lemn, peste 400 de locuitori; 2 mănăstiri celebre în valea râului Bistrița.[18]
- Capitolul XXXII: Gyula/Giulești: pot fi văzute doar ruinele orașului numit după căpetenia cuceritoare.[18]

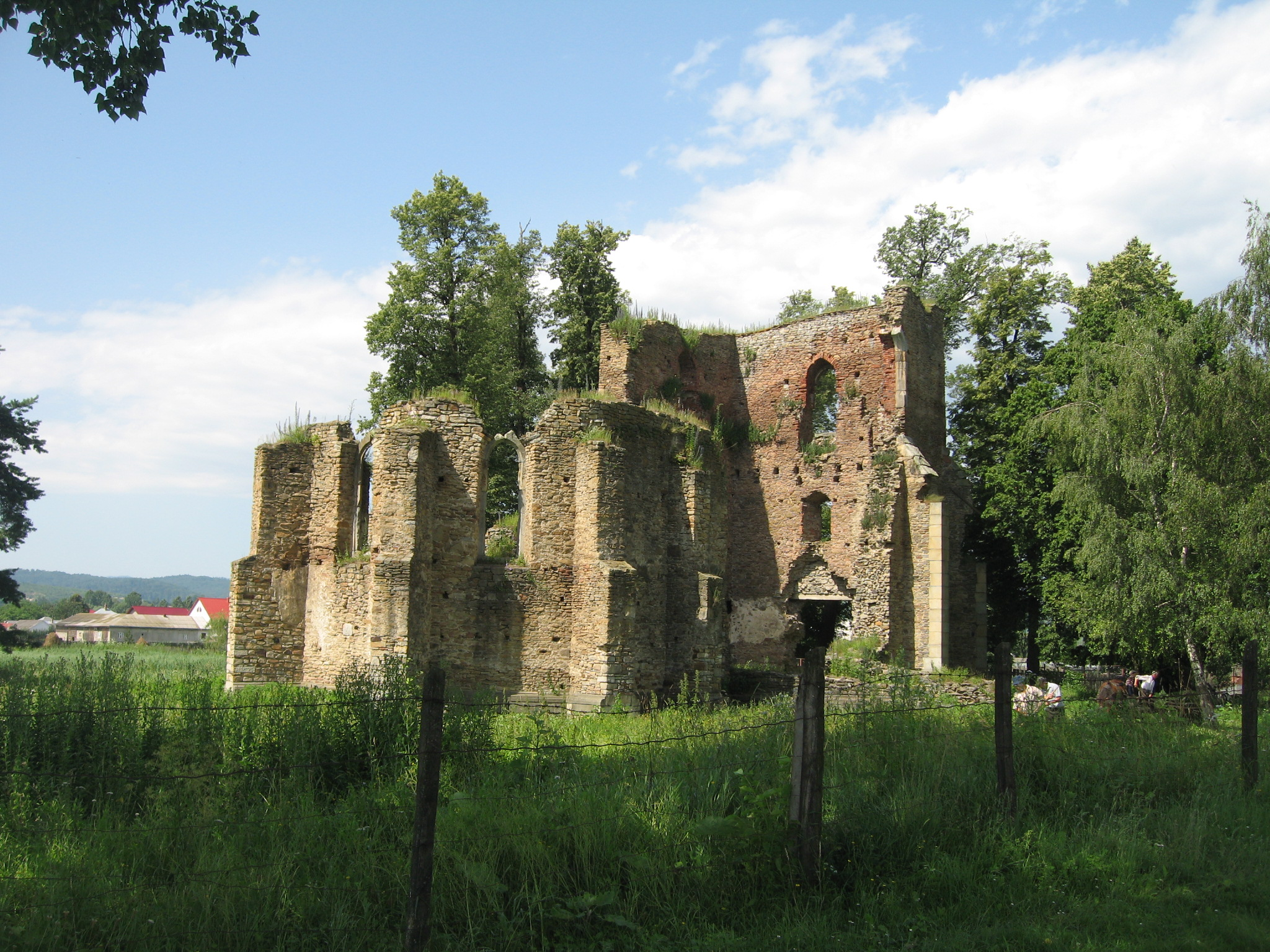
Catedrala Catolică din Baia văzută de Bandini, în prezent în ruine

- Capitolul XXXIII: Baia: 1. odată locuit de sași, avea mai mult de 1.000 de case și mai mult de 6.000 de locuitori, acum sunt aproape 40 de case cu 256 de suflete; 2. abundență în pâine, vin, pește; 3. biserica este cea mai mare din toată Moldova; 4. o descriere a celor cinci altare, inscripția mormântului soției lui Alexandru cel Bun, Margit [Losonczi], care a clădit biserica; 5. obiectele bisericii; 6-10. listează enoriașii, caracterizează conduita; 11-12. franciscanul polonez Sigismund raportează că s-au găsit bani și o cruce de aur, iar voievodul îi torturează pe complici 13. despre alți enoriași.[18]
- Capitolul XXXIV: Suceava: 1. avea odată peste 8.000 de locuitori, sași, maghiari și italieni; 25 de catolici care și-au uitat limba maternă; 2. două biserici de piatră, una abandonată; 3-4. cealaltă a fost renovată în 1638; o descriere a obiectelor din ea, cele 3 altare, cimitirul; 5. cele mai multe obiecte ale bisericii au fost pierdute, restul au fost preluate de cei din Cotnari pentru conservare, enumerarea lor; podgoriile; 6. catolicii s-au împuținat și parțial s-au convertit la ortodocși, deoarece preoții nu înțelegeau limba lor și trăiau o viață scandaloasă; 7. un călugăr a scăpat cu o fată, un alt preot a devenit mahomedan; 8. acum peste 20.000 de români și 3.000 de armeni locuiesc în oraș, aici se află Arhiepiscopul Ortodox al Moldovei și episcopul armean.[18]
- Capitolul XXXV: Siret: 1-2. a existat o biserică și o mănăstire pe coasta dealului, cu un izvor miraculos; 3. mulți ortodocși s-au convertit la credința catolică ca urmare a unor minuni, voievodul a demolat mănăstirea și a înfundat izvorul cu gunoi de grajd; 5-6. acest voievod admira omorârea câinilor, a fost ucis de turci; 7. catolicii s-au convertit, ori s-au mutat în altă parte.[18]
- Capitolul XXXVI: Hârlău: 1. ungurii locuiau cândva în peste 500 de case, acum sunt 5 case cu 19 locuitori; biserica lor de piatră este pustie; 2-3. obiectele bisericii lor sunt păstrate în Cotnari;[18] 4. două clopote sunt folosite de schismatici, vița bisericii este necultivată; 5. schismaticii locuiesc în 200 de case, iar aceștia fuseseră catolici acum 12 ani.[19]

- Capitolul XXXVII: Cotnari: 1-2. locația orașului, originea numelui său; 3. locuit de sași, unguri și români, cei mai mulți sunt unguri, sașii sunt cei mai avuți; 4. numărul catolicilor este de 276; sașii și maghiarii au fost grupați în două bresle; 5-11. o descriere a bisericilor, a altarelor și a obiectelor lor; 12. podgoriile bisericii; 13-14. toate proprietățile ecleziastice sunt îngrijite de comunitate, aceștia sunt precauți față de misionari; 15-16. Episcopul Gorski, câștigându-le încrederea, le-a furat obiectele din argint și aur; s-au dus după el, l-au adus înapoi și au luat de la el bunurile furate.[19]
- Capitolul XXXVIII: Sărata: sat maghiar, 40 de locuitori.[19]
- Capitolul XXXIX: Amăgei: sat maghiar, 99 de locuitori.[19]
- Capitolul XL: Strunga: 11 catolici maghiari în 2 case.[19]
- Capitolul XLI: Iași: 1. capitala Moldovei, are 15.000 de case, 60 de biserici, 11 mănăstiri; arderea mănăstirii și școlii construite de Vasile Lupu; 2. marea majoritate a populației este română, dar se pot găsi toate celelalte naționalități; 28.000 de contribuabili; 20.000 trăiesc în detrimentul voievodatului; 3. palatul voievodului; 4. orașul este format mai ales din colibe și cocioabe, incendiile sunt frecvente; 5. există 10 școli de diferite naționalități, dar în total doar 200 de elevi; eforturile nesfârșite ale lui Lupu voievod de a înființa o școală latină; În 1647 a desemnat Societății lui Isus construirea unei școli iezuite; 6. catolicii de aici sunt unguri, numărul lor era peste 1000, acum 300, unii dintre ei trăiesc în afara orașului; există, de asemenea, 130 de calviniști care au venit acum un an; catolicii din cauza scandalurilor au trecut la schismatici; 7. dispute în jurul bisericii parohiale; 8. când au venit aici, credincioșii au mărșăluit și au cerut ca un preot ungar să fie trimis printre ei, pentru a frânge nebunia misionarilor, care nu i-au învățat nimic; 9. misionarul franciscan Francesco Spera a ajuns în 1645, când credincioșii au protestat; el, Bandinus, le-a explicat că părerea lor despre misionari a fost greșită; 10. preotul Gasparo [da Noto] l-a informat că episcopul nu-i poate controla pe misionari și nici nu îi poate alege; 11. a doua zi, credincioșii au reapărut și au explicat că misionarii italieni sunt indiferenți; 12. răspunsul poporului: acestă problemă aparține poporului maghiar de la fondarea orașului, până la vremea lui Alexandru voievod; 13. a scris șefului misiunii iezuiților din Transilvania pentru a trimite aici un iezuit maghiar; când oamenii au auzit acest lucru, s-au calmat;[19] 14-19. a venit iezuitul Paul Beke cu un tovarăș; la Iași, Gasparo [da Noto] și părintele Francesco [Spera] i-au interzis slujba, iar când a vrut să predice, Beke a fost atacat cu un topor; cu toate acestea, voievodul a apreciat că biserica și casa aparțin ungurilor; oamenii au vrut să-l alunge pe părintele Gasparo [da Noto], dar Beke i-a calmat și i-a dat casa cea mai mare; 20-21. în acest scop, părintele Gasparo a făcut acuzații false împotriva ortodocșilor pentru a cere voievodului să îi expulzeze pe iezuiți din țară și, când nu a făcut acest lucru, a adresat o scrisoare către regele Poloniei, dar fără rezultat; 22. Bandini a depus toate eforturile pentru a aduce pace lui Beke și misionarilor: primul a fost dispus să facă acest lucru, dar părintele Gasparo [da Noto] a continuat conflictul; 23. istoria construcției bisericii; 24. viile bisericii, care au fost vândute parțial de misionari; 25-27. măsuri pentru restabilirea autorității călugărilor și pentru a pune capăt abuzurilor; 28-29. modul de restaurare a bisericii din Iași: așezarea unui paroh de limbă maghiară, sprijin pentru înființarea unei școli de iezuiți; întrucât credincioșii nu-l pot întreține pe preot, viile bisericii trebuie răscumpărate, iar niște prăvălii trebuie amenajate și închiriate pe pământul bisericii; 30. rugămintea către voievod[19] pentru înființarea unei școli de iezuiți; Arhiepiscopul Ortodox se opune; 31-32. a prezentat voievodului abuzurile din jurul convertirilor, care nu sunt făcute din credință, ci în scopul eludării preceptelor bisericești; a primit sprijinul voievodului pentru a preveni; 33-35. evadarea părintelui Gasparo [da Noto] și întoarcerea sa în Muntenia; 36. despre obiectele bisericii din Iași; 37-38. stabilirea și activitatea iezuiților; 39. mustrări către paroh și credincioși.[8]
- Capitolul XLII: lista de nume a preoților, diacilor și familiilor catolice din: 1. Huși; 2. Vaslui; 3. Bârlad; 4. Galați; 5. Bogdana; 6. Stănești; 7. Mănești; 8. Grozești; 9. Bahna; 10. Slobozia; 11. Trotuș; 12. Lucăcești; 13. Solonț; 14. Faraoani; 15. Pașcani; 16. Valea Seacă; 17. Fântânele; 18. Trebeș; 19. Bacău; 20. Roman; 21. Tămășeni; 22. Adjudeni; 23. Răchiteni; 24. Săbăoani; 25. Leucușeni; 26. Tețcani; 27. Neamț; 28. Baia; 29. Suceava; 30. Hârlău; 31. Cotnari; 32. Strunga; 33. Iași.[8]
- Capitolul XLIII: Adaos: privind obiceiurile funerare ale catolicilor; despre vizitele bisericii; ținând posturi și sărbători; despre orașe.[8]